# El Mansouria
 (mars 2023).
Si vous disposez d'ouvrages ou d'articles de référence ou si vous connaissez des sites web de qualité traitant du thème abordé ici, merci de compléter l'article en donnant les références utiles à sa vérifiabilité et en les liant à la section « Notes et références ».
El Mansouria (en arabe : المنصورية) est une commune urbaine — ou municipalité — marocaine de la province de Benslimane, dans la région administrative Casablanca-Settat.

## Démographie
| 1994       | 2004        | 2014        |
| ---------- | ----------- | ----------- |
| 8 480 hab. | 12 955 hab. | 19 853 hab. |